# Ylä-Liekolampi
Ylä-Liekolampi eller Liekolampi är en sjö i Finland. Den ligger i kommunen Övertorneå i landskapet Lappland, i den norra delen av landet, 700 km norr om huvudstaden Helsingfors. Liekolampi ligger 132,3 meter över havet. Arean är 21,3 hektar och strandlinjen är 2,51 kilometer lång. Sjön  ingår i Kemi älvs huvudavrinningsområde. 